# Trichopsychoda hirtella
Trichopsychoda hirtella är en tvåvingeart som först beskrevs av Tonnoir 1919.  Trichopsychoda hirtella ingår i släktet Trichopsychoda och familjen fjärilsmyggor. Inga underarter finns listade i Catalogue of Life.